# Полет 3943 на „Чайна Саутерн Еърлайнс“
Полет 3943 на „Чайна Саутерн Еърлайнс“ е полет на „Чайна Саутерн Еърлайнс“ от бившето международно летище „Гуанджоу Байюн“, Гуанджоу до летище „Гуейлин“, Гуейлин в Китай. На 24 ноември 1992 г. самолетът „Боинг 737-3Y0“, който лети по маршрута, се разбива при спускане към летище „Гуейлин“ и убива всички 141 пътници и екипаж на борда.
Причината за катастрофата, е грешка на капитана, който при подготовката за кацане в опит да изравни самолета повдига носа, но не отчита, че автоматичният дросел е включен за снижаване, както и че лостът за мощност е на празен ход. Това довежда до състояние на асиметрично захранване. Самолетът се завърта надясно и екипажът не успява да си върне контрола, а така машината се разбива в планина в слабонаселения регион Гуанси.
Това е най-смъртоносният инцидент с „Боинг 737-300“ по това време, както и най-смъртоносният на китайска земя. До юни 2020 г. това е вторият най-смъртоносен инцидент в двете горни категории след катастрофите на полет 604 на „Флаш Еърлайнс“ и полет 2303 на „Чайна Нортуест Еърлайнс“. Това е и инцидентът с най-голям брой смъртни случаи със самолет на „Чайна Саутерн Еърлайнс“.